# Division d'infanterie d'Afrique
Pour les articles homonymes, voir DIA.
Une division d'infanterie d'Afrique est un type de grande unité de l'Armée française, formé en Afrique du Nord au début de la Seconde Guerre mondiale.

## Historique
Les divisions d'infanterie d'Afrique sont constituées au sein de l'Armée d'Afrique lors de la mobilisation de septembre 1939 en Algérie et en Tunisie.
Les 81e, 83e, 88e, 180e, 181e, 182e et 183e DIA sont restées en Afrique du Nord. Les 82e, 84e, 85e et 87e DIA ont combattu pendant la bataille de France en 1940. 
La 86e DIA a été envoyée au Levant.
D"autres divisions, formées de soldats d'origine nord-africaine mais constituées en Métropole, portaient le nom de division d'infanterie nord-africaine (DINA). 
Les divisions formées au Maroc portaient quant à elles le nom de divisions marocaines (DM) : 1re, 2e et 3e DM.
Ces unités sont dissoutes en juillet après l'entrée en vigueur de l'armistice le 25 juin 1940.